# Паја Радосављевић
Павле Паја Радосављевић (Обреж, 9. јануар 1879 — Сент Питерсбург, 7. април 1958) био је српски професор психологије и педагогије. Реформатор је америчког школства, један од родоначелника експерименталне психологије и шеф катедре на Њујоршком универзитету. Радосављевић је био један близак пријатељ Николе Тесле.

## Биографија
Павле Паја Радосављевић рођен од оца Ранка и мајке Босиљке. Имао је брата Душана. У Мостару се 1901. године оженио Љубицом Круљ, са којом је имао сина Миленка, који је био професор у Њујорку. Умро је 7. априла 1958. године у Моунт Парк Хоспитал у Ст. Питерсбургу. Кремиран и урна се налази на гробљу у ГулфПорту, на Флориди.

### Образовање
Основно образовање Павле је стицао најпре у свом родном месту Обрежи 1891. године. По савету свог учитеља и уз пристанак оца Ранка, одлази на даље школовање у Земунску гимназију која се тада звала Државна реалка и била седморазредна школа (1891). Затим 1894. године уписује  први разред Српске православне учитељске школе у Сомбору. Незнање мађарског језика одвело га је у Српску православну учитељску школу у Пакрацу, а затим у учитељску школу у Осијеку где је и дипломирао. Студирао је експерименталну психологију и педагогију у Бечу, Јени и Цириху.
Године 1899. одлази у Беч на даље школовање у тамошњи Педагогијум. Следеће године одлази у Јену, а затим у Цирих  где наставља своје школовање из педагошких и филозофских наука. Докторат из експерименталне психологије стекао је у Цириху 1904. године код чувеног професора Ернеста Мојмана, оснивача експерименталне психологије. Тема докторске дисертације је била "Напредовање заборављања с временом". Стекао је докторат и из филозофије.
Неколико година је радио као учитељ у селу Ашањи, а потом као професор психологије и педагогије у Учитељској школи у Сомбору, а затим у Мостару. Поред тога што је био доктор наука, није добио место на Универзитету у Београду јер га, као психолога и педагога експерименталне оријентације, нису прихватали педагози традиционалне хербартовске усмерености. Говорио је немачки, француски, енглески, српски, руски језик, а служио се италијанским, мађарским, чешким и шпанским.

### Одлазак у Америку
На позив декана Њујоршког универзитета, доктора Томаса Балијата, укрцава се 29.6.1905. године у луци Хамбург и одлази у Америку. Кад је стигао у Америку, док није почео да ради на факултету на молбу начелника духовне мисије Себастијана Дабовића, одлази у Чикаго да помогне да се организују 100 хиљада наших физичких радника да саграде цркву и оснују црквену општину. Одлази код Николе Тесле и Михајла Пупина да тражи материјалну и моралну помоћ. Завршава цркву Светог Луке у Чикагу и враћа се у Њујорк на факултет. Тако се упознао са Теслом и остао његов доживотни пријатељ.

## Пријатељство са Николом Теслом
Никола Тесла и Паја Радосављевић су се узајамно често посећивали, водили обимну преписку, виђали се бар једном недељно. Паја је пратио све његове промоције и предавања. И када није могао да оде Тесла да прими неку награду и признање, Паја је ишао уместо њега. Лако се могу пратити сви сусрети и договори по датумима и годинама у писмима која су остала. Паја се дивио његовом уму и генијалности: „Српска дико, велики умниче, Ви сте светионик овдашњег српства. Ваш светски глас је најбоља нада нашем српству. Ваше ће се име узимати као светлост наше нове културе и просвете “ (18.6.1913) Таквих писама има у Музеју Николе Тесле 222, у Матици српској у Новом Саду 2857, Митрополији Сремско-Карловачкој и САНУ. Из обимне преписке Тесле и Радосављевића може се дознати и о српској заједници у Америци у то време. From the extensive correspondence between Tesla and Radosavljevic, one can learn about the Serbian community in America at that time. Српски исељеници у Америци окупљали су се око два друштва која су међусобно била у оштром сукобу - У Питсбургу „Србобран“ на чијем челу је био Паја Радосављевић и друштво „Слога“ са седиштем у Њујорку које је водио Михајло Пупин. Често је замењивао Николу Теслу на месту председника различитих удружења. Сви контакти других људи и установа према Тесли ишли су преко Паје Радосављевића. Био је као нека спона између Тесле и спољњег света и његове родбине, сестре Марице Косановић, њеног сина, а нашег амбасадора Саве Косановића и друге сестре Трбојевић. Српски песник Алекса Шантић послао је песму посвећену мајци Николе Тесле др Радосављевићу да му је преда. Из свега овога може се сагледати колико је др Паја Радосављевић значајна особа у животу Николе Тесле.

## Академска каријера и научно-истраживачки рад
У САД, на Њујоршком универзитету, студирао је експерименталну педагогију, а потом одбранио другу докторску дисертацију (Утицаји садржине речи на примарно памћење, 1908). Годину дана радио је као асистент за психологију на Станфорд универзитету у Калифорнији и упоредо студирао медицину. Када се убрзо вратио на Педагошки факултет Њујоршког универзитета, изабран је за доцента (1910), потом ванредног (1913) и редовног (1915) професора експерименталне психологије, педагогије и педагошке антропологије. На овом универзитету остао је до одласка у пензију 1945. Више пута је долазио у Југославију и држао предавања и семинаре за учитеље и наставнике.
Написао је преко хиљаду радова (монографије, уџбеници и чланци) објављених на српском, енглеском, немачком, руском и другим језицима. Професор Радосављевић је остварио резултате трајне вредности у подручју експерименталне психологије, посебно у проучавању законитости памћења и заборављања. Својим уџбеницима из експерименталне психологије и педагогије допринео је потпунијем заснивању ових научних области, као и стручном усавршавању учитеља и наставника. И из области културне историје, етнопсихологије и педагошке антропологије написао је значајна дела. Обимним истраживачким и публицистичким радом може се сврстати у најплодније психологе у свету. Сматра се једним од пионира експерименталне психологије и педагогије. Залагао се за методолошку егзактност у истраживању у психологији и педагогији по угледу на природне науке, за експериментално проучавање психичких појава и васпитне праксе, за објективно проучавање, те је по психолошкој усмерености био близак, а у извесном смислу и претходио, бихевиористичкој оријентацији у психологији и педагошкој теорији и пракси.
Одржавао је сталне везе са нашим просветним установама и начуницима света немачким, индијским, енглеским, руским, кинеским и чешким. Био је члан многих исељеничких организација и заузимао значајну позицију у њима.
Једно од његових назанимљивијих дела је књига „Ко су Словени, допринос психологији расе“ из 1919. године. У том делу Радосављевић анализира словенске народе и и њихов однос са другим народима и предвиђа доминацију словена у будућности, водећи се тезом „да ако је прошлост припадала Романима, садашњост Германима, будућност ће приипасти Словенима“. Ова књига никад није преведена са енглеског на српски језик, а један од оригиналних примерака са посветом који је Тесла добио од Паје Радосављевића чува се у Музеју Ника Тесла у Београду. Књига управо и почиње Теслином фотографијом и објашњењем „Научни дух модерних Словена, највећи изумитељ свих времена“.
Године 1939. у Њујорку је објавио дело „Дух кинеске културе и цивилизације“. У том делу Радосављевић је приметио да је дух кинеског народа близак српском и да смо по души слични и блиски, тако да то објашњава и савремене добре односе и разумевање ова два народа.
Написао је 13 књига, 859 објављених радова и 133 необјављена рада у периоду од 1899 - 1947. године. Међу главним делима професора Радосављевића су: Увод у експерименталну психологију, I-II (1908-1909), Психологија за учитеље свију школа (1908), Нацрт опће педагогије за учитеље (1910), Увод у експерименталну педагогију, I-II (1910-1912), Pedagogical Antropology in USA (1917), Who are the Slaves? A Contribution to Race Psychology (1919),Позитивистичка педагогија Огиста Конта (1920).

## Почасти
Паја Радосављевић одликован је орденом Светога Саве трећег степена 1921. године, орденом Светога Саве другог степена 1938. године, а затим и орденом југословенске круне другог степена. Претендент на црногорски престо, Михајло Петровић Његош, одликовао га је орденом народне одбране. Године 1938. Паја је био заменик Николе Тесле у својству почасног председника српске црквене и школске општине у Њујорку.
Учествовао је у слању помоћи српском народу и у Првом и у Другом светском рату. Био је члан комитета за Руску ратну помоћ у Другом светском рату и члан Америчко-руског културног друштва чији је почасни председник био чувени руски научник и сликар Никола Рерих. Друштво „Отаџбина“ основано је 3. јуна 1915, а радни председник је био Паја Радосављевић који издаје проглас за помоћ Србији.
У Њујорку је оставио реформу америчког школства, наставничку делатност, стотину доктората, основао sommer schol, Педагошки институт, поклонио своју библиотеку од 30 хиљада књига Њујоршком универзитету. Подигао је надгробни споменик декану Њујоршког универзитета Томасу Балиету. Педагошки факултет Њујоршког универзитета имао је и свој часопис Rho Journal, Pi Lamba Theta. Ово друштво посветило је 1934. године Паји Радосављевићу у знак поштовања новембарски број свога часописа са посветом:
„У знак признања његове заносне оданости школи и његова вођства која надахњује његове истинске учености и признатих успеха, његове скромности, искрености и пријатељске љубазности, осмо издање Rho журнала Pi Lamba Theta посвећује се Павлу Радосављевићу“.
П. Радосављевић је за овај број написао уводни чланак The Role of Women in Education:
„Мушкарци могу бити поносни на свој разум, знање и вештине, али то не значи да они имају мудрост жена. Мудрост, logos или sophia жена заснива се на интуицији, која је, биолошки речено, старија од мишљења и идеја јер осећања или чувства основ су културе. Васпитање, као део културе и образовања младог поколења од рођења до пубертета, требало би да се изводи што је више могуће у крилу породице под руководством мајке.“
Године 2017. на згради ОШ "Душан Вукасовић Диоген" у Обрежу постављена је спомен плоча у част др Радосављевићу.